# Josef Loibl
Josef Loibl (* 1939 in Schönbrunn) ist ein deutscher Sänger (Bass) und Gesangspädagoge.

## Leben
Josef Loibl war lange Jahre ordentlicher Professor für Gesang an der Universität für Musik und darstellende Kunst Graz. Zeitgleich leitete er an der Hochschule für Musik und Theater München eine Gesangsklasse als Honorarprofessor. Zahlreiche, heute prominente Sänger, sind von Loibl unterrichtet und geprägt worden, so Mihoko Fujimura, Annette Dasch und Violeta Urmana. Auch heute betreut Loibl noch viele bekannte Sängerinnen und Sänger speziell bei Produktionen der Bühnenwerke Richard Wagners und Giuseppe Verdis sowie bei Fachwechseln.
Als Sänger lag sein Schwerpunkt auf der Interpretation von Liedern. Mit seinen Begleitern, u. a. Hermann Reutter, Erik Werba, Jörg Demus, Helmut Deutsch, Norman Shetler und Fabio Luisi, erarbeitete er zahlreiche Programme, die großteils auch auf Tonträgern veröffentlicht wurden. Im Oratorienfach bediente Loibl das gesamte Repertoire vom Barock bis zur Moderne. Loibl errang als Lied- und Oratoriensänger Preise bei internationalen Wettbewerben.
Loibls Stimme wurde von Karl Schmitt-Walter (1900–1985) ausgebildet. Seine Technik beruht in vielen Bereichen auf stimmphysiologischen Erkenntnissen Frederick Huslers und Yvonne Rodd-Marlings.

## Aufnahmen
Folgende CD-Aufnahmen sind erschienen (Fono Münster und Schwann):
Lieder:
- Schubert – Wolf (Goethe Lieder) Erik Werba, Norman Shetler, Klavier
- Brahms – Wolf (ausgewählte Lieder) Norman Shetler, Klavier
- Balladen (Schubert, Loewe, Brahms, Mahler, Pfitzner) Fabio Luisi, Gerhard Zeller, Klavier
- Schumann – Liederkreis op. 24, 12 Gedichte op. 35 Norman Shetler, Klavier
- Mendelssohn (ausgewählte Lieder) Fabio Luisi, Klavier
- Schumann (Dichterliebe) – Schubert (ausgewählte Lieder) – Rolf Koenen, Erik Werba, Klavier
- Bach – Solokantaten, Münchener Kammerorchester, Hans Stadlmair
- Mozart – Konzertarien, Münchner Kammerorchester, Fabio Luisi